# Felipe Tejeda García
Felipe Tejeda García MSpS (ur. 21 stycznia 1935 w Guadalajarze, zm. 9 kwietnia 2018) – meksykański duchowny katolicki, biskup pomocniczy archidiecezji meksykańskiej w latach 2000–2010.

## Życiorys
Wstąpił do zgromadzenia Misjonarzy Ducha Świętego, gdzie złożył śluby zakonne w 1955. Święcenia kapłańskie przyjął 17 grudnia 1966. Początkowo pracował jako duszpasterz w Méridzie i w stanie Tabasco, później jednak związał się z archidiecezją meksykańską, gdzie działał do śmierci. W latach 1990–1998 odpowiadał za meksykański wikariat VII (św. Pawła Apostoła), zaś w latach 1998–2000 za wikariat III (św. Filipa).

### Episkopat
29 stycznia 2000 roku został mianowany przez papieża Jana Pawła II biskupem pomocniczym archidiecezji meksykańskiej ze stolicą tytularną Castabala. Sakry biskupiej udzielił mu 4 marca tegoż roku kard. Norberto Rivera Carrera.
30 lipca 2010 przeszedł na emeryturę.